# Guin, Alabama
Guin là một thành phố thuộc quận Marion, tiểu bang Alabama, Hoa Kỳ. Dân số năm 2009 là 2149 người, mật độ đạt 55 người/km².